# 16e cérémonie des David di Donatello
La 16e cérémonie des David di Donatello s'est déroulée le 29 juin 1971 aux Thermes de Caracalla. 

## Palmarès
- Meilleur film :
  - Le Conformiste ex æquo avec
  - Waterloo ex æquo avec
  - Le Jardin des Finzi-Contini
- Meilleur acteur :
  - Ugo Tognazzi pour La Califfa
- Meilleur acteur étranger :
  - Ryan O'Neal pour Love Story
- Meilleure actrice :
  - Florinda Bolkan pour Adieu à Venise ex æquo avec
  - Monica Vitti pour Nini Tirebouchon
- Meilleure actrice étrangère :
  - Ali MacGraw pour Love Story
- Meilleur réalisateur :
  - Luchino Visconti pour Mort à Venise
- Meilleur réalisateur étranger :
  - Claude Lelouch pour Le Voyou
- Meilleur producteur étranger :
  - Anthony Havelock-Allan pour La Fille de Ryan

- David Spécial :
  - Lino Capolicchio, pour son interprétation dans Le Jardin des Finzi-Contini
  - Mario Cecchi Gori, pour l'ensemble de sa production
  - Mimsy Farmer, pour son interprétation dans La Route de Salina
  - Nino Manfredi, pour sa réalisation de Miracle à l'italienne
  - RAI -TV / Leone Cinematografica, pour sa production de Les Clowns
  - Enrico Maria Salerno, pour sa réalisation de Adieu à Venise